# La Academia Centroamérica 2013
La Academia Centroamérica (nombrado también La Academia Centroamérica: Primera Generación), es la primera temporada del reality show musical La Academia de TV Azteca, para Centroamérica. Se estrenó el 26 de mayo de 2013 y se emitió por TV Azteca Guate, para el resto de Centroamérica: por Canal 12 para El Salvador, Canal 9 para Costa Rica y en Canal 11 para Honduras.
Sus conductores fueron el guatemalteco Carlos Guerrero, la salvadoreña Celina Chanta y el hondureño Gustavo Vallecillo. Su última emisión fue el 4 de agosto de 2013.

## Audiciones
Los castings de La Academia Centroamérica se realizaron a nivel centroaméricano. Podían presentarse personas mayores de edad, de ambos sexos con algún tipo de conocimiento musical y de canto.
| Fecha              | País        | Local                                                                          | Notas |
| ------------------ | ----------- | ------------------------------------------------------------------------------ | ----- |
| 4 de mayo de 2013  | El Salvador | C.C. Metrocentro San Salvador, Metrocentro Santa Ana y Metrocentro San Miguel. | [ 1 ] |
| 11 de mayo de 2013 | Costa Rica  | Centro Costarricense de la Ciencia y la Cultura                                | [ 2 ] |
| 13 de mayo de 2013 | Honduras    | Instalaciones de Canal 11 en San Pedro Sula y Tegucigalpa                      | [ 3 ] |
| 15 de mayo de 2013 | Panamá      | The Green Room de Vía Porras                                                   | [ 4 ] |
| 18 de mayo de 2013 | Guatemala   | C.C. Los Próceres en Zona 10                                                   |       |

## Participantes
Estos son los participantes de la primera generación, 12 mujeres y 10 hombres, en total 22 académicos.
| Participante | Participante                          | País        | Estado              | Estadía |
| ------------ | ------------------------------------- | ----------- | ------------------- | ------- |
|              | Mayra Edith "May" Velasquez Diaz      | El Salvador | Ganadora            | Final   |
|              | Leonardo Enrique "Kike" Alvarado Paz  | Honduras    | 2.º Lugar           | Final   |
|              | Jorge Andres "Liam" Rivera Euceda     | Honduras    | 3.er Lugar          | Final   |
|              | Elvira Del Carmen López               | Guatemala   | 4.º Lugar           | Final   |
|              | Bryan Calvo Alvarez                   | Costa Rica  | 5.º Lugar           | Final   |
|              | Herber Alexander "Alex" Lima          | Guatemala   | 6.º Luhar           | Final   |
|              | Luis Gabriel Guerra                   | Panamá      | Finalista           | Final   |
|              | David Navarro Zuñiga                  | Costa Rica  | Finalista           | Final   |
|              | Diana Villamonte                      | Panamá      | Finalista           | Final   |
|              | Giuliana "Yuli" Visoná Castillo       | Costa Rica  | Eliminada           | 70 días |
|              | Johanna Noemy "Joan" Alfaro Rodriguez | El Salvador | Eliminada           | 63 días |
|              | Bárbara Lavaire Cruz                  | Honduras    | Descalificada       | 63 días |
|              | Edwin Josué Moreno                    | Guatemala   | Eliminado           | 49 días |
|              | María Fernanda "Mafer" León           | Costa Rica  | Eliminada           | 42 días |
|              | Allan Amed Licona Rodriguez           | Honduras    | Eliminado           | 42 días |
|              | Henna Marcela Figueroa                | El Salvador | Eliminada           | 35 días |
|              | Hector Arnoldo "Arnold" Galtán        | Guatemala   | Eliminado           | 35 días |
|              | Leonardo "Leo" Brooks Palma           | Costa Rica  | Eliminado           | 28 días |
|              | Sara Gabriela "Gaby" Escamilla        | El Salvador | Eliminada           | 28 días |
|              | Fabiola Lisseth "Liz" Yes Tobar       | Guatemala   | Eliminada           | 21 días |
|              | Raisa Roxana "Rox" Saravia Vargas     | Nicaragua   | Eliminada           | 14 días |
|              | Adriana "Adry" Beatriz Portillo       | El Salvador | Abandono Voluntario | 7 días  |

## Tabla de posiciones
| Mujer | Hombre | Finalista Eliminado 1era ronda | Finalista Eliminado 2nda ronda | Finalista | Ganador |

| A Salvo | Sentenciado para próximo concierto. | Sentenciado y Salvado por los maestros. | Sentenciado y Salvado por los críticos. | Sentenciado y Salvado por el público. | Eliminado | Abandona | Regresa | Descalificado |

| Semana: | Semana:     | 1          | 2          | 3          | 4          | 5          | 6          | 7          | 8          | 9             | 10         | 11         |
| Lugar   | Concursante | Resultados | Resultados | Resultados | Resultados | Resultados | Resultados | Resultados | Resultados | Resultados    | Resultados | Resultados |
| 1       | May         |            |            |            |            |            | Salvada    |            | Sentencia  |               | Salvada    | Ganadora   |
| 2       | Kike        |            |            | Sentencia  | Salvado    |            | Salvado    | Salvado    |            | Salvado       | Salvado    | 2.º Lugar  |
| 3       | Liam        |            |            |            | Sentencia  | Salvado    |            |            | Salvado    |               |            | 3.er Lugar |
| 4       | Elvira      |            | Salvada    | Salvada    | Salvada    | Salvada    |            |            |            |               | Salvada    | 4.º Lugar  |
| 5       | Bryan       |            |            |            |            | Salvado    |            | Salvado    |            | Salvado       | Salvado    | 5.º Lugar  |
| 6       | Alex        |            |            | Salvado    |            | Salvado    |            |            | Sentencia  | Salvado       |            | 6.º Lugar  |
| 7       | Luis        |            |            |            | Salvado    | Salvado    |            | Salvado    |            |               |            | Eliminado  |
| 8       | David       |            |            |            |            |            |            | Abandonó   |            | Regresa       | Salvado    | Eliminado  |
| 9       | Diana       |            | Salvada    | Salvada    | Sentencia  | Salvada    | Salvada    |            |            | Salvada       |            | Eliminada  |
| 10      | Yuli        |            | Salvada    | Salvada    | Sentencia  | Salvada    | Salvada    | Salvada    | Sentencia  |               | Eliminada  |            |
| 11      | Joan        |            |            |            |            |            |            |            |            | Eliminada     |            |            |
| 12      | Bárbara     |            | Sentencia  | Salvada    | Salvada    |            |            |            |            | Descalificada |            |            |
| 13      | Josué       |            | Salvado    |            | Salvado    |            | Salvado    | Eliminado  |            |               |            |            |
| 14      | Allan       |            | Sentencia  | Salvado    |            |            | Eliminado  |            |            |               |            |            |
| 15      | Mafer       |            | Sentencia  | Salvada    |            | Salvada    | Eliminada  |            |            |               |            |            |
| 16      | Henna       |            | Salvada    | Sentencia  | Salvada    | Eliminada  |            |            |            |               |            |            |
| 17      | Arnold      |            | Salvado    |            | Sentencia  | Eliminado  |            |            |            |               |            |            |
| 18      | Gaby        |            |            | Sentencia  | Eliminada  |            |            |            |            |               |            |            |
| 19      | Leo         |            |            | Sentencia  | Eliminado  |            |            |            |            |               |            |            |
| 20      | Liz         |            | Sentencia  | Eliminada  |            |            |            |            |            |               |            |            |
| 21      | Rox         |            | Eliminada  |            |            |            |            |            |            |               |            |            |
| 22      | Adry        | Abandonó   |            |            |            |            |            |            |            |               |            |            |

## Interpretaciones y resultados
| Desarrollo del concurso La Academia Centroamérica | Desarrollo del concurso La Academia Centroamérica | Desarrollo del concurso La Academia Centroamérica | Desarrollo del concurso La Academia Centroamérica | Desarrollo del concurso La Academia Centroamérica | Desarrollo del concurso La Academia Centroamérica | Desarrollo del concurso La Academia Centroamérica | Desarrollo del concurso La Academia Centroamérica | Desarrollo del concurso La Academia Centroamérica | Desarrollo del concurso La Academia Centroamérica | Desarrollo del concurso La Academia Centroamérica | Desarrollo del concurso La Academia Centroamérica | Desarrollo del concurso La Academia Centroamérica | Desarrollo del concurso La Academia Centroamérica | Desarrollo del concurso La Academia Centroamérica |
| Lugar                                             | Alumno                                            | 26/05/13                                          | 02/06/13                                          | 09/06/13                                          | 16/06/13                                          | 23/06/13                                          | 30/06/13                                          | 07/07/13                                          | 14/07/13                                          | 21/07/13                                          | 28/07/13                                          | 28/07/13                                          | 04/08/13                                          | 04/08/13                                          |
| ------------------------------------------------- | ------------------------------------------------- | ------------------------------------------------- | ------------------------------------------------- | ------------------------------------------------- | ------------------------------------------------- | ------------------------------------------------- | ------------------------------------------------- | ------------------------------------------------- | ------------------------------------------------- | ------------------------------------------------- | ------------------------------------------------- | ------------------------------------------------- | ------------------------------------------------- | ------------------------------------------------- |
| 1                                                 | May                                               | Muriendo Lento                                    | La vida es bella                                  | Addicted to you                                   | Quien eres tu                                     | Ese hombre                                        | El amor coloca                                    | No me queda más                                   | Que nadie sepa mi sufrir                          | Basta ya                                          | Contigo en la distancia                           | Si supieras                                       | Rabiosa                                           | Ese hombre                                        |
| 2                                                 | Kike                                              | Pegate un poco más                                | Quisiera saber                                    | Baila, baila                                      | Más que tu amigo                                  | El alma al aire                                   | Toda la vida                                      | Eres mi sueño                                     | Ya lo sé que tú te vas                            | Llorarás                                          | Yo no sé mañana                                   | ¿Por qué les mientes?                             | A mi manera                                       | Ya lo sé que tú te vas                            |
| 3                                                 | Liam                                              | Nena                                              | Si supieras                                       | La quiero a morir                                 | Limbo                                             | No podrás                                         | Inolvidable                                       | No me compares                                    | Zumba                                             | Dígale                                            | Torre de Babel                                    | ¿Por qué les mientes?                             | Me va a extrañar                                  | Inolvidable                                       |
| 4                                                 | Elvira                                            | Fuiste tú                                         | Odio amarte                                       | Eternamente bella                                 | Te aviso, te anuncio                              | The only exception                                | Black velvet                                      | Pero me acuerdo de ti                             | No                                                | We found love                                     | Mi tierra                                         | La vida es bella                                  | No soy el aire                                    | We found love                                     |
| 5                                                 | Bryan                                             | No me ames                                        | Por qué le mientes                                | Chica de humo                                     | Si tú supieras                                    | La llave de mi corazón                            | Livin la vida loca                                | Mi primer día sin ti                              | Por debajo de la mesa                             | Corazón espinado                                  | Mentiras                                          | Soy solo un secreto                               | Persiana americana                                | La llave de mi corazón                            |
| 6                                                 | Alex                                              | Looking for paradise                              | El mojado                                         | Es mejor así                                      | Temblando                                         | It's my life                                      | La malagueña                                      | Cielo                                             | Otro día más sin verte                            | Antes                                             | Hoy tengo ganas de ti                             | La vida es bella                                  | Azul como el mar                                  | La malagueña                                      |
| 7                                                 | Luis                                              | Muriendo lento                                    | Por qué le mientes                                | Que alguien me diga                               | Ojalá que te mueras                               | Regresa a mi                                      | Smooth                                            | Si no le contesto                                 | Que hay de malo                                   | Valió la pena                                     | El Cantante                                       | Vivir lo nuestro                                  | ¿Dónde está la vida?                              | ¿Dónde está la vida?                              |
| 8                                                 | David                                             | Fuiste tú                                         | El mojado                                         | Las cosas pequeñas                                | Volví a nacer                                     | Claridad                                          | Que hay de malo                                   | Golpes en el corazón                              |                                                   | ¿Cómo fue?                                        | Vuelve                                            | Si supieras                                       | Hace tiempo                                       | Hace tiempo                                       |
| 9                                                 | Diana                                             | No me ames                                        | Lady Marmalade                                    | Girl on fire                                      | La negra tiene tumbao                             | Con los años que me quedan                        | I feel like a woman                               | Pa ti no estoy                                    | Oye                                               | Malo                                              | En su lugar                                       | Vivir lo nuestro                                  | Falsas esperanzas                                 | Falsas esperanzas                                 |
| 10                                                | Yuli                                              | Corazón partido                                   | Odio amarte                                       | Complicated                                       | Ni Freud ni tu mamá                               | Starships                                         | Que bello                                         | Me cuesta tanto olvidarte                         | De repente                                        | ¿Con quién se queda el perro?                     | En el 2000                                        | Soy solo un secreto                               | Soy solo un secreto                               | Soy solo un secreto                               |
| 11                                                | Joan                                              | Te dejo en libertad                               | Quisiera saber                                    | Ella                                              | Amor prohibido                                    | Mío                                               | Te quedó grande la yegua                          | Lo que son las cosas                              | Bandolero                                         | Como yo nadie te ha amado                         | Como yo nadie te ha amado                         | Como yo nadie te ha amado                         | Como yo nadie te ha amado                         | Como yo nadie te ha amado                         |
| 12                                                | Bárbara                                           | Looking for paradise                              | Lady Marmalade                                    | Si tú no estás aquí                               | Hoy                                               | Miénteme                                          | Ojalá                                             | Como tu mujer                                     | La chica yeyé                                     | Que le dén candela                                | Que le dén candela                                | Que le dén candela                                | Que le dén candela                                | Que le dén candela                                |
| 13                                                | Josué                                             | Corazón partido                                   | Nadie como tú                                     | No me conoces                                     | Mi credo                                          | Shake your bom bom                                | El triste                                         | 24 horas                                          | 24 horas                                          | 24 horas                                          | 24 horas                                          | 24 horas                                          | 24 horas                                          | 24 horas                                          |
| 14                                                | Allan                                             | Pegate un poco más                                | Soy solo un secreto                               | Te veo venir                                      | Como te extraño                                   | Que nivel de mujer                                | Mi dulce niña                                     | Mi dulce niña                                     | Mi dulce niña                                     | Mi dulce niña                                     | Mi dulce niña                                     | Mi dulce niña                                     | Mi dulce niña                                     | Mi dulce niña                                     |
| 15                                                | Mafer                                             | Beautiful Liar                                    | Nadie como tú                                     | No te pido flores                                 | Algo contigo                                      | Candela                                           | Piel canela                                       | Piel canela                                       | Piel canela                                       | Piel canela                                       | Piel canela                                       | Piel canela                                       | Piel canela                                       | Piel canela                                       |
| 16                                                | Henna                                             | Beautiful Liar                                    | El duelo                                          | Que será de ti                                    | Como duele                                        | Call me maybe                                     | Call me maybe                                     | Call me maybe                                     | Call me maybe                                     | Call me maybe                                     | Call me maybe                                     | Call me maybe                                     | Call me maybe                                     | Call me maybe                                     |
| 17                                                | Arnold                                            | Vivir lo nuestro                                  | El duelo                                          | Suave                                             | El aprendiz                                       | Mi niña bonita                                    | Mi niña bonita                                    | Mi niña bonita                                    | Mi niña bonita                                    | Mi niña bonita                                    | Mi niña bonita                                    | Mi niña bonita                                    | Mi niña bonita                                    | Mi niña bonita                                    |
| 18                                                | Gaby                                              | Te dejo en libertad                               | Si supieras                                       | Para volver a amar                                | Lo haré por ti                                    | Lo haré por ti                                    | Lo haré por ti                                    | Lo haré por ti                                    | Lo haré por ti                                    | Lo haré por ti                                    | Lo haré por ti                                    | Lo haré por ti                                    | Lo haré por ti                                    | Lo haré por ti                                    |
| 19                                                | Leo                                               | Si no te hubiera conocido                         | La vida es bella                                  | Locked out of heaven                              | Pegate                                            | Pegate                                            | Pegate                                            | Pegate                                            | Pegate                                            | Pegate                                            | Pegate                                            | Pegate                                            | Pegate                                            | Pegate                                            |
| 20                                                | Liz                                               | Si no te hubiera conocido                         | Lady Marmalade                                    | Sola otra vez                                     | Sola otra vez                                     | Sola otra vez                                     | Sola otra vez                                     | Sola otra vez                                     | Sola otra vez                                     | Sola otra vez                                     | Sola otra vez                                     | Sola otra vez                                     | Sola otra vez                                     | Sola otra vez                                     |
| 21                                                | Rox                                               | Nena                                              | Soy sólo un secreto                               | Soy sólo un secreto                               | Soy sólo un secreto                               | Soy sólo un secreto                               | Soy sólo un secreto                               | Soy sólo un secreto                               | Soy sólo un secreto                               | Soy sólo un secreto                               | Soy sólo un secreto                               | Soy sólo un secreto                               | Soy sólo un secreto                               | Soy sólo un secreto                               |
| 22                                                | Adry                                              | Vivir lo nuestro                                  | Vivir lo nuestro                                  | Vivir lo nuestro                                  | Vivir lo nuestro                                  | Vivir lo nuestro                                  | Vivir lo nuestro                                  | Vivir lo nuestro                                  | Vivir lo nuestro                                  | Vivir lo nuestro                                  | Vivir lo nuestro                                  | Vivir lo nuestro                                  | Vivir lo nuestro                                  | Vivir lo nuestro                                  |

- Sentenciado para próximo concierto
     Sentenciado y salvado por los maestros
     Sentenciado y Salvado por el jurado
     Sentenciado y Salvado por el público
     Eliminado
     Descalificado
     Regresa
     Abandona
     Finalista 1.ª ronda
     Finalista
     Ganador/a